# Spider-Man: Homecoming
Spider-Man: Homecoming (titulada Spider-Man: De regreso a casa en Hispanoamérica) es una película de superhéroes estadounidense de 2017 basada en el personaje de Marvel Comics Spider-Man, coproducida por Columbia Pictures y Marvel Studios, y distribuida por Sony Pictures Releasing. Es el segundo reinicio cinematográfico de Spider-Man y la decimosexta película del Universo cinematográfico de Marvel (UCM). La película está dirigida por Jon Watts, a partir de un guion de los equipos de Jonathan Goldstein y John Francis Daley, Watts y Christopher Ford, y Chris McKenna y Erik Sommers, y está protagonizada por Tom Holland como el personaje principal, junto a Michael Keaton, Jon Favreau, Laura Harrier, Zendaya, Donald Glover, Tyne Daly, Marisa Tomei y Robert Downey Jr. En Spider-Man: Homecoming, Peter Parker intenta equilibrar la vida escolar con ser Spider-Man, mientras se enfrenta al Buitre.
En febrero de 2015, Marvel Studios y Sony llegaron a un acuerdo para compartir los derechos del personaje de Spider-Man, integrándolo en el UCM ya establecido. El siguiente mes de junio, Holland fue confirmado para el papel principal, mientras que Jon Watts fue contratado para dirigir. En abril de 2016, se reveló el título de la película, junto con el reparto adicional, entre ellos Downey en su papel del UCM de Tony Stark / Iron Man. El rodaje comenzó en junio de 2016 en Pinewood Atlanta Studios en el Condado de Fayette, Georgia, y continuó en Atlanta, Los Ángeles y Nueva York. Los otros guionistas fueron revelados durante el rodaje, que concluyó en Berlín en octubre de 2016. El equipo de producción se esforzó en diferenciar esta película de versiones anteriores de Spider-Man.
Spider-Man: Homecoming tuvo su premier en Hollywood el 28 de junio de 2017, y se estrenó en Estados Unidos en 3D, IMAX y IMAX 3D el 7 de julio de 2017. Homecoming recaudó más de $880 millones mundialmente, convirtiéndose en la segunda película de Spider-Man más exitosa y la sexta película más taquillera de 2017. Fue elogiada por el tono ligero y el foco en la vida escolar de Peter, y las actuaciones de Holland y Keaton. Una secuela, Spider-Man: Lejos de casa, fue estrenada el 2 de julio de 2019. Una segunda secuela, Spider-Man: No Way Home, se estrenó el 17 de diciembre de 2021.

## Argumento
Tras la Batalla de Nueva York, Adrian Toomes (Michael Keaton) y su compañía de rescate son contratados para limpiar la ciudad, pero su operación es asumida por el Departamento de Control de Daños (D.C.D.), una asociación entre Tony Stark y el gobierno estadounidense. Enfurecido por perder su trabajo, Toomes persuade a sus empleados de conservar la tecnología Chitauri que ya han recogido y la usen para crear y vender armas avanzadas, entre las que incluye un arnés en forma de alas y garras metálicas denominado Buitre. Cuatro años después, Peter Parker (Tom Holland) es reclutado para los Vengadores por Tony Stark (Robert Downey Jr.) para ayudar con una disputa interna en Alemania, pero continúa con sus estudios en la Escuela Midtown de Ciencia y Tecnología cuando Stark le dice que aún no está listo para ser un Vengador completo.
Parker renuncia al equipo de decatlón académico de su escuela para pasar más tiempo enfocándose en sus actividades de combatir el crimen como Spider-Man. Una noche, después de evitar que unos delincuentes roben un cajero automático con las armas avanzadas de Toomes, Parker regresa a su apartamento en Queens donde su mejor amigo Ned (Jacob Batalon) descubre su identidad secreta. Otra noche, Parker se cruza con los asociados de Toomes, Jackson Brice (Logan Marshall-Green) y Hernan Schultz (Bokeem Woodbine), vendiéndole armas al criminal local Aaron Davis (Donald Glover). Parker salva a Davis antes de que Toomes lo atrape y lo arroje en un río, casi ahogándose después de enredarse en un paracaídas incorporado a su traje. Parker es rescatado por Stark, que está monitoreando el traje de Spider-Man que le dio y le advierte sobre involucrarse más con los delincuentes. Toomes mata por accidente a Brice con una de sus armas, y Schultz se convierte en el nuevo Shocker.
Parker y Ned estudian un arma dejada por Brice, quitando su núcleo de energía. Cuando un dispositivo de rastreo sobre Schultz los conduce a Maryland, Parker vuelve a unirse al equipo de decatlón y los acompaña a Washington D. C. para su torneo nacional. Ned y Parker desactivan el rastreador que Stark implantó en el traje de Spider-Man, y desbloquean sus características avanzadas. Parker intenta impedir que Toomes robe armas de un camión del D.C.D., pero queda atrapado dentro del camión, causando que se pierda el torneo. Cuando descubre que el núcleo de energía es una granada Chitauri inestable, Parker va con rapidez al Monumento a Washington, donde el núcleo explota y atrapa a Ned y sus amigos en un ascensor. Evadiendo a las autoridades locales, Parker salva a sus amigos, incluyendo a su compañera e interés amoroso Liz (Laura Harrier). De regreso en Nueva York, Parker persuade a Davis para que le revele el paradero de Toomes. A bordo del ferry de Staten Island, Parker captura al nuevo cliente de Toomes, Mac Gargan (Michael Mando), pero Toomes escapa y un arma defectuosa parte al ferry a la mitad. Stark ayuda a Parker a salvar a los pasajeros y le quita el traje como resultado de su imprudencia.
Parker regresa a su vida escolar, y finalmente le pide a Liz que vaya al baile de bienvenida con él. En la noche del baile, Parker se entera de que Toomes es el padre de Liz. Deduciendo la identidad secreta de Parker a partir de la descripción de Liz sobre él, Toomes amenaza con represalias si interfiere en sus planes. Durante el baile, Parker se da cuenta de que Toomes planea secuestrar un avión del D.C.D. que transporta armas de la Torre de los Vengadores a la nueva sede del grupo, por lo que se pone su viejo traje casero de Spider-Man y se dirige a la guarida de Toomes. Primero es emboscado por Schultz, pero lo derrota con la ayuda de Ned. En la guarida, Toomes destruye las vigas de soporte del edificio y deja a Parker morir. Parker escapa de los escombros e intercepta el avión, llevándolo a chocar en la playa cercana a Coney Island. Él y Toomes continúan luchando, terminando con Parker salvando la vida de Toomes luego de que el traje dañado de Buitre explota, y dejándolo para la policía junto con el cargamento del avión. Luego del arresto de su padre, Liz se muda, y Parker rechaza una invitación de Stark de unirse a los Vengadores por tiempo completo. Ya en casa, descubre que Stark le ha devuelto el traje, pero justo cuando se lo termina de poner, la tía May (Marisa Tomei) lo sorprende desde atrás.
En una escena entre créditos, Gargan se acerca a Toomes en el interior de la prisión. Ha escuchado que Toomes sabe la verdadera identidad de Spider-Man, pero Toomes lo niega.
En otra escena poscréditos, el Capitán América (Chris Evans) aparece filmando un anuncio de servicio público aparentemente rompiendo la cuarta pared, sobre la importancia de la paciencia.
Al terminar, aparece por escrito la frase: Spider-Man regresará.

## Reparto

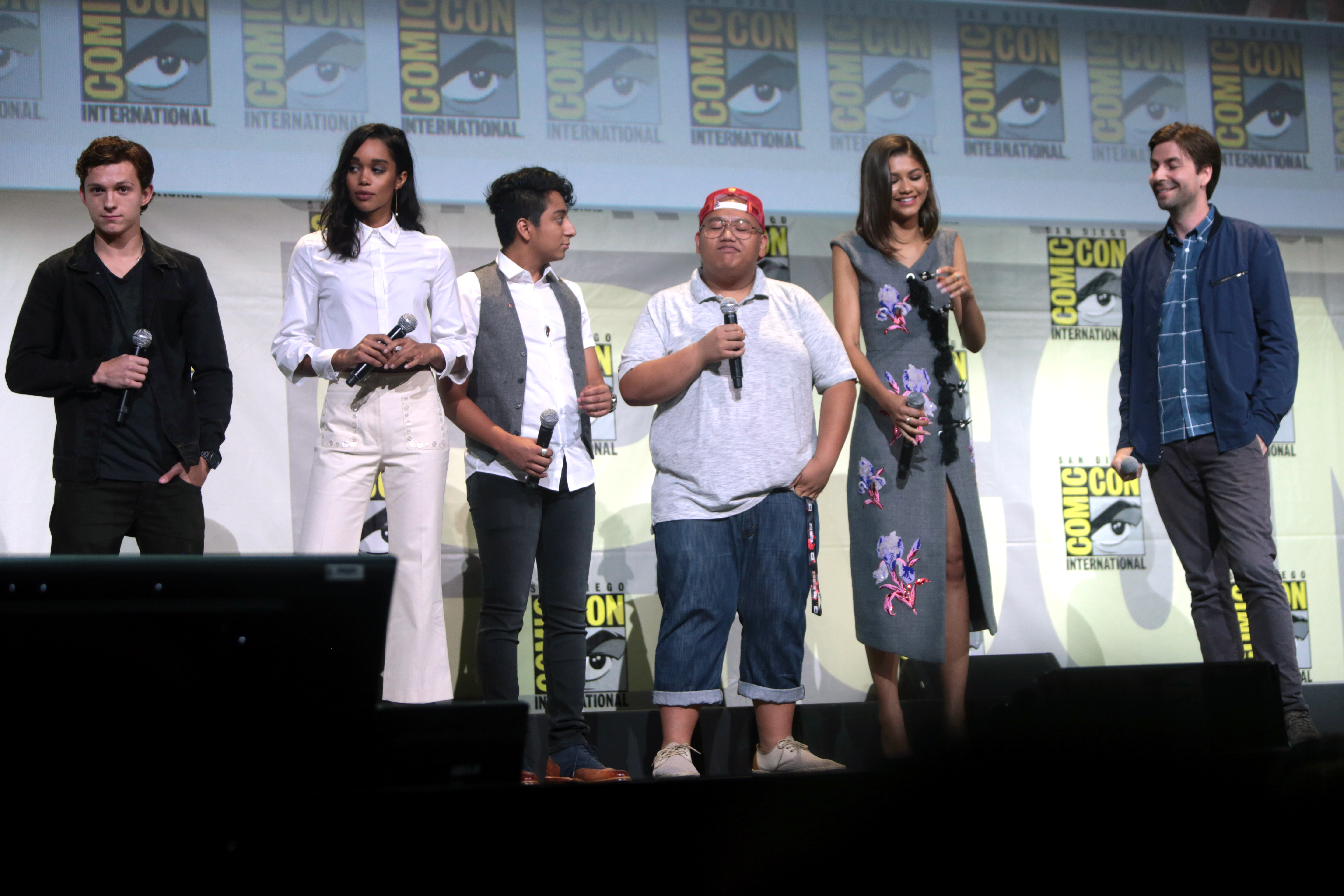
(I:D) Tom Holland, Laura Harrier, Tony Revolori, Jacob Batalon, Zendaya y el director Jon Watts promocionando Spider-Man: Homecoming en la Comic-Con Internacional de San Diego de 2016.

- Tom Holland como Peter Parker / Spider-Man:

un joven de 15 años que obtuvo poderes arácnidos después de haber sido mordido por una araña genéticamente modificada. Los productores Kevin Feige y Amy Pascal estuvieron impresionados por las interpretaciones de Holland en Lo imposible (2012), Wolf Hall (2015) y En el corazón del mar (2015). Holland se inspiró en los anteriores actores de Spider-Man Tobey Maguire y Andrew Garfield, pero también esperaba ofrecer algo "nuevo y emocionante" con su encarnación del personaje, siendo el primero en centrarse en Parker "lidiando con problemas cotidianos a los que se enfrenta un quinceañero, así como intentar salvar la ciudad." Holland asistió a la Escuela de Ciencia en El Bronx por unos días para preparase para el papel, donde otros estudiantes no creían que era el actor de Spider-Man. Holland sintió que esto se trasladaría bien a la película, donde otros personajes no sospechan que Parker sea Spider-Man. Tomaba de 25 a 45 minutos que Holland se pusiera el traje, dependiendo de si tenía que usar un arnés de riesgo debajo. Holland inicialmente firmó para seis películas del UCM, incluyendo tres de Spider-Man.
- Michael Keaton como Adrian Toomes / Buitre:

un ingeniero rescatador vuelto traficante de armas luego de que su compañía es puesta fuera de servicio. Usa un traje con alas mecánicas forjadas con tecnología Chitauri. Se revela que Toomes es el padre de Liz, interés amoroso de Peter. El director Jon Watts quería que fuera un "tipo normal", más cercano al miembro del Cuerpo Nova Rhomann Dey de John C. Reilly de Guardianes de la Galaxia (2014) que a otros villanos del UCM como Thanos o Ultrón, para ir con Spider-Man como un "chico normal que se convierte en superhéroe". Esto ayudó a evitar que Toomes llame la atención de los Vengadores, y proporcionó a alguien que Parker pudiera derrotar mientras aún aprendía a usar sus habilidades. Keaton dijo que Toomes no era completamente un villano, ya que "hay partes de él que hacen pensar, '¿Sabes qué? Puedo entender su punto'." El coproductor Eric Hauserman vinculó a Toomes con "el Tony Stark oscuro", un "empresario con una familia. Quiere proteger a sus hijos [...] No tiene estos grandes delirios de grandeza donde quiere dominar el mundo, o reemplazar al gobierno, o siquiera derrotar a los Vengadores ni nada. Solo quiere su chance para una buena vida." Keaton no dudó en interpretar a otro personaje de cómic después de haber sido Batman en la película de 1989 de Tim Burton y su secuela de 1992.
- Jon Favreau como Harold "Happy" Hogan:

el exjefe de seguridad de Stark Industries y el chofer y guardaespaldas de Tony Stark. Hogan está "cuidando" a Parker en la película, ya que según Favreau él "necesita que alguien lo ayude". Favreau previamente interpretó a Hogan en las películas de Iron Man, habiendo también dirigido las dos primeras, y describió su retorno como actor como divertido, permitiéndole "mantener la relación con el MCU [...] En especial cuando los cineastas se ocupan de ti, y se ocupan de los personajes y la historia."
- Zendaya como Michelle "MJ" Jones:

una de las compañeras de clase de Parker, Zendaya, llamándola vergonzosa pero intelectual, dijo que "solo siente que no necesita hablar con la gente" debido a su inteligencia. Añadió que era "refrescante" que Michelle fuera rara y diferente, sintiendo que "muchos jóvenes —en especial mujeres— pueden identificarse con eso." Watts vinculó al personaje con Allison Reynolds de Ally Sheedy en The Breakfast Club (1985) o Lindsay Weir de Linda Cardellini en Freaks and Geeks (1999–2000). El personaje no es una adaptación de Mary Jane Watson, pero recibió las iniciales "MJ" para "recordar a esa dinámica", con los escritores "plant[ando] las semillas en esta película" para compararse con Watson, pero también haciéndola "totalmente diferentes". Feige agregó que Michelle no está "obsesionada con" Parker como Watson está a veces en el cómic, "solo observa".
- Donald Glover como Aaron Davis:

un criminal que busca comprarle armas a Toomes. Davis es el tío de Miles Morales, una versión de Spider-Man, en el cómic. Glover le puso voz a Morales en la serie televisiva Ultimate Spider-Man, e hizo campaña para interpretar a Spider-Man en una película en 2010. Watts estaba al tanto de la campaña, y apenas fue contratado le preguntó a Feige sobre la participación de Glover. El papel fue diseñado como "un regalo sorpresa para los fans", con Davis mencionando a su sobrino para establecer a Morales posiblemente apareciendo en una futura película del UCM.
- Tyne Daly como Anne Marie Hoag: la jefa del departamento estadounidense de Control de Daños.[32][33]
- Marisa Tomei como May Parker:

la tía de Peter. Los primeros informes de la elección de Tomei causaron una reacción negativa en las redes sociales, con fanes del cómic opinando que la actriz era "muy joven y atractiva para interpretar al personaje", en especial después de que el personaje ya había sido interpretado por actrices mayores a Tomei. Según la elección, el coguionista de Capitán América: Civil War Stephen McFeely dijo que, para el UCM, intentaban hacer a Peter "tan naturalista como sea posible [...] Eso es en parte por qué su tía no tiene 80 años; si es la hermana de su madre muerta, ¿por qué debe ser dos generaciones anterior?" Carroll añadió que el equipo creativo buscaba más a una "hermana mayor" o alguien más cercana en edad a Peter Parker en el proceso de casting. Después de investigar al personaje, Tomei sí propuso "envejecerme, pero no, no lo hicieron". Tomei sintió que había una "hoja en blanco" desde la cual podía desarrollar el personaje, y habló con Watts sobre que May sea "una organizadora comunitaria o [esté] involucrada en el vecindario" para indicar de dónde vienen los valores de Peter.
- Robert Downey Jr. como Tony Stark / Iron Man:

se describe como un genio, multimillonario, playboy y filántropo con armaduras electromecánicas de su propia invención, que es mentor de Parker y creador del Departamento de Control de Daños. El presidente de Sony Pictures Motion Picture Group Tom Rothman notó que, más allá de la ventaja comercial de contar con Downey en la película, la inclusión de Stark era importante debido a las relaciones establecidas entre él y Parker en Capitán América: Civil War. Watts notó que luego de las acciones de Stark en Civil War, introduciendo a Parker a la vida como un Vengador, hay "muchas repercusiones de ello. ¿Es un primer paso hacia Tony como una especie de figura de mentor? ¿Está él cómodo con eso?" El coguionista Jonathan Goldstein comparó a Stark con el personaje de padre de Ethan Hawke en Boyhood (2014).
Además, Gwyneth Paltrow, Kerry Condon y Chris Evans repiten sus papeles como Pepper Potts, V.I.E.R.N.E.S., y Steven Rogers / Capitán América de películas del UCM anteriores, respectivamente. Rogers aparece en anuncios de servicio público mostrados en la escuela de Parker. Jacob Batalon interpreta al mejor amigo de Peter, Ned, un "gamer completo", a quien Batalon describió como "mejor chico por excelencia, el mejor hombre, el número dos, el tipo en la silla" para Parker. Marvel usó a Ned Leeds como base para el personaje, que no tiene apellido en el guion ni en la película, pero esencialmente creó a su propio personaje con él. Carroll dijo que Ned y otros personajes en la película son composiciones de varios de sus personajes favoritos de cómics de Spider-Man, y mientras Ned podría terminar teniendo el apellido "Leeds", no es certero. Laura Harrier interpreta a Liz, el interés amoroso de Parker, y la hija de Toomes, con una personalidad "tipo A". Tony Revolori interpreta a Eugene "Flash" Thompson, rival y compañero de clase de Parker. Fue notado que el personaje es generalmente representado como un bravucón blanco en el cómic; el actor guatemalteco estadounidense recibió amenazas de muerte luego de su elección. Revolori se esforzó para "hacerle justicia", ya que es un personaje importante para los aficionados. En vez de ser un deportista físicamente imponente, Thompson fue reimaginado como "un niño rico presumido" para reflejar la visión moderna del acoso escolar, moldeándolo más como un bravucón de redes sociales y rival para Parker en vez de un atleta; esta versión tiene que esforzarse para equiparar la inteligencia de Parker, que es "una de las razones por las que Peter no le agrada. A todo el resto parece agradarle Peter, así que piensa, ¿por qué no les agrado como él les agrada?" Revolori aumentó 60 libras (27 kg) para el papel.
Garcelle Beauvais interpreta a Doris Toomes, esposa de Adrian y madre de Liz, y Jennifer Connelly provee la voz de Karen, la inteligencia artificial en el traje de Parker. Anteriormente, Connelly había interpretado el papel de Betty Ross en la película Hulk de 2003. Hemky Madera aparece como el señor Delmar, dueño de un almacén local. Bokeem Woodbine y Logan Marshall-Green respectivamente interpretan a Herman Schultz y Jackson Brice, ambos en encarnaciones de Shocker. son cómplices de Toomes que usan versiones modificadas para disparar explosiones vibrantes de las manoplas de Calavera. Michael Chernus interpreta a Phineas Mason / Chapucero, Michael Mando aparece como Mac Gargan, y Christopher Berry aparece como Randy. El profesorado de la secundaria de Parker incluye a: Kenneth Choi, que previamente interpretó a Jim Morita en el UCM, como su descendiente el director Morita; Hannibal Buress como el entrenador Wilson, el profesor de gimnasia de la escuela, a quien él describió como "uno de los personajes tontos que no se dan cuenta de que [Parker es] Spider-Man"; Martin Starr, que antes tuvo un papel sin diálogo en The Incredible Hulk (2008), como el señor Harrington, un profesor y entrenador de decatlón académico; Selenis Leyva como la señora Warren; Tunde Adebimpe como el señor Cobbwell; y John Penick como el señor Hapgood. Los compañeros de clase de Parker incluyen a: Isabella Amara como Sally; Jorge Lendeborg Jr. como Jason Ionello; J. J. Totah como Seymour; Abraham Attah como Abraham; Tiffany Espensen como Cindy; Angourie Rice como Betty Brant; Michael Barbieri como Charles; y Ethan Dizon como Tiny. Martha Kelly aparece en la película como una guía turística, y Kirk Thatcher hace un cameo como un "punk", en homenaje a su papel en Star Trek IV: misión: salvar la Tierra. El cocreador de Spider-Man, Stan Lee también tiene un cameo, como el residente de un apartamento en Nueva York llamado Gary que observa la confrontación de Parker con un vecino. Steve Ditko rechazó aparecer en la película. Jona Xiao fue contratada para un papel no revelado, pero no apareció en la película final.

### Doblaje
El doblaje en España lo realizó el estudio International Soundstudio con Rafael Calvo como director.
| Personaje                      | Intérprete original  | Doblaje en México | Doblaje en España   |
| ------------------------------ | -------------------- | ----------------- | ------------------- |
| Peter Parker / Spider-Man      | Tom Holland          | Alexis Ortega     | Mario García        |
| Adrian Toomes / El Buitre      | Michael Keaton       | Rene Garcia       | Manolo García       |
| May Parker                     | Marisa Tomei         | Diana Alonso      | Mar Bordallo        |
| Happy Hogan                    | Jon Favreau          | Andrés García     | Miguel Marquillas   |
| Michelle Jones-Watson "M.J."   | Zendaya              | Erika Ugalde      | Ana Moreno          |
| Aaron Davis                    | Donald Glover        | Carlo Vázquez     | José Javier         |
| Ned Leeds                      | Jacob Batalon        | Ricardo Bautista  | Sergio Olmo         |
| Liz Toomes                     | Laura Harrier        | Jessica Ángeles   | Nerea Alfonso       |
| Flash Thompson                 | Tony Revolori        | Miguel Ángel Leal | Masumi Mutsuda      |
| Anne Marie Hoag                | Tyne Daly            | Yolanda Vidal     | Marta Dualde        |
| Tony Stark / Iron Man          | Robert Downey Jr.    | Idzi Dutkiewicz   | Juan Antonio Bernal |
| Steve Rogers / Capitán América | Chris Evans          | Pepe Toño Macias  | Raúl Llorens        |
| Karen                          | Jennifer Connelly    | Jessica Ortiz     | Laura Monedero      |
| Herman Schultz / Shocker       | Bokeem Woodbine      | Dan Osorio        | Alfonso Vallés      |
| Jackson Brice                  | Logan Marshall-Green | Daniel del Roble  | Hernán Fernández    |

## Producción

### Desarrollo
Luego del ciberataque de las computadoras de Sony en noviembre de 2014, se publicaron correos electrónicos entre la copresidenta de Sony Pictures Entertainment Amy Pascal y el presidente Doug Belgrad, diciendo que Sony quería que Marvel Studios produjera una nueva trilogía de películas de Spider-Man mientras que Sony retendría "control creativo, comercialización y distribución". Las discusiones entre Sony y Marvel se cayeron, y Sony planeaba proceder con su propia agenda de películas de Spider-Man. Sin embargo, en febrero de 2015, Sony Pictures y Marvel anunciaron que estrenarían una nueva película de Spider-Man, con Kevin Feige y Pascal de productores (esta última mediante su compañía Pascal Pictures). El personaje aparecería primero en una película anterior del Universo cinematográfico de Marvel, que luego se reveló que sería Capitán América: Civil War. Marvel Studios exploraría las oportunidades de integrar personajes del UCM en futuras películas de Spider-Man, que Sony Pictures continuaría financiando, distribuyendo y teniendo control creativo final. Ambos estudios tienen la habilidad de finalizar el acuerdo en cualquier momento, y no hubo intercambio de dinero con el trato. Sin embargo, se le hizo un pequeño ajuste a un acuerdo de 2011 que le daba a Marvel control completo de los derechos de comercialización de Spider-Man, a cambio de un pago único de $175 millones a Sony y pagando hasta $35 millones por cada película futura de Spider-Man en vez de recibir su anterior 5% de ganancias de una película del superhéroe; Marvel podría entonces reducir su pago de $35 millones si la película coproducida recaudaba más de $750 millones. Lone Star Funds también cofinanció la película con Sony, a través de su acuerdo con LSC Film Corporation, cubriendo un 25% del presupuesto de $175 millones, mientras que Columbia Pictures sirvió oficialmente como coproductora con Marvel Studios. Sony también le pagó a Marvel Studios una cuota de productor de valor desconocido.
Marvel había estado intentado agregar a Spider-Man al Universo cinematográfico de Marvel desde al menos octubre de 2014, cuando anunciaron su agenda de películas de la Fase Tres, diciendo Feige, "Marvel no anuncia nada oficialmente hasta que es definitivo. Así que avanzamos con ese Plan A en octubre, siendo el Plan B, si [el acuerdo] se diera con Sony, cómo cambiaría todo. Hemos estado pensando en [la película de Spider-Man] desde que pensamos en la Fase Tres." Avi Arad y Matt Tolmach, productores de la serie de The Amazing Spider-Man, iban a servir como productores ejecutivos, sin el director Marc Webb ni el actor Andrew Garfield regresando para la nueva película. Se informó que Sony estaba buscando a un actor más joven que Garfield para interpretar a Spider-Man, con Logan Lerman y Dylan O'Brien considerados los favoritos. En marzo de 2015, Drew Goddard estaba siendo considerado como guionista y director de la película, mientras que O'Brien dijo que no le había sido ofrecido el papel. Goddard, que anteriormente estuvo ligado a una película de Sony basada en los Seis Siniestros, luego dijo que rechazó trabajar en el nuevo filme ya que pensó que "no tenía realmente una idea" para ella y no le gustaba la idea de trabajar en una nueva película luego de pasar un año en la de los Seis Siniestros y estar en esa mentalidad. El siguiente mes, mientras promocionaba Avengers: Age of Ultron, Feige dijo que el personaje de Peter Parker tendría alrededor de 15 o 16 años en la película, la cual no sería sobre sus orígenes, ya que "ha habido dos recuentos de ese origen en los últimos [trece años, así que] vamos a asumir que la gente sabe eso, y los detalles". Igualmente se hace referencia al tío de Parker, Ben, pero no por nombre. Más tarde en abril, Nat Wolff, Asa Butterfield, Tom Holland, Timothée Chalamet y Liam James fueron considerados por Sony y Marvel para interpretar a Spider-Man, con Holland y Butterfield como los favoritos.
En mayo de 2015, Jonathan Levine, Ted Melfi, Jason Moore, el equipo guionista de John Francis Daley y Jonathan Goldstein, y Jared Hess estaban siendo considerados para dirigir la película. Butterfield, Holland, Judah Lewis, Matthew Lintz, Charlie Plummer y Charlie Rowe probaron para el papel protagónico con Robert Downey Jr., que interpreta a Tony Stark / Iron Man en el UCM, por la "química". Los seis fueron elegidos entre una búsqueda de más de 1500 actores para probar frente a Feige, Pascal y los hermanos Russo, directores de Capitán América: Civil War. Para principios de junio de 2015, Levine y Melfi eran los favoritos para dirigir la película, con Daley y Goldstein, y Jon Watts también en consideración, mientras que Feige y Pascal redujeron los actores considerados a Holland y Rowe, con ambos probando con Downey otra vez. Holland también probó con Chris Evans, que interpreta a Steve Rogers / Capitán América en el UCM, y emergió como el favorito. El 23 de junio, Marvel y Sony oficialmente anunciaron que Holland interpretaría a Spider-Man, y que Watts dirigiría la película. Los Russo fueron "bastante claros sobre a quien [querían] para el papel", insistiendo en elegir a un actor cercano a la edad de Peter Parker para diferenciarse de las interpretaciones previas. También elogiaron a Holland por tener antecedentes de baile y gimnasia. Watts pudo leer el guion de Civil War, hablar con los Russo, y estuvo en el set para el rodaje de las escenas de Spider-Man en esa película. Pudo "ver qué hacían con él" y ofrecer "ideas sobre esto y aquello", incluyendo cómo se veían la habitación y el armario de Parker "para que mi película sea una transición sin problemas con la suya". Sobre unirse al UCM y dirigir la película, Watts dijo que le emocionaba explorar la "planta baja" del UCM, un mundo donde personajes como los Vengadores existen pero solo han sido mostrados en películas anteriores en "el piso más alto del mundo de Marvel".
Antes de obtener el papel de director, Watts creó imágenes de Nick Fury como mentor de Parker en la historia en videos de muestra de la atmósfera que buscaba, diciendo, "No sé cuál sería la situación, pero esa sería una persona con la que él querría meterse en problemas." Feige dijo que las películas de John Hughes serían una gran influencia y que el crecimiento personal y desarrollo de Parker sería tan importante como su papel de Spider-Man. Notó que "en esa edad, en secundaria, todo se siente como la vida o la muerte". Añadió que la película esperaba usar un enemigo de Spider-Man que no hubiese aparecido aún en la pantalla, y que el rodaje comenzaría en junio de 2016. En julio de 2015, se informó que le habían ofrecido a Marisa Tomei el papel de May Parker, tía de Peter. También se reveló que Daley y Goldstein, después de perderse el papel de directores, habían entrado en negociaciones para escribir el guion, y tuvieron tres días para presentarle su idea a Marvel; ambos confirmaron poco después que habían llegado un acuerdo para escribir el guion. Ambos habían propuesto una versión del personaje que era "diametralmente opuesta" a las anteriores películas de Spdier-Man, creando una lista de todos los elementos vistos en aquellas películas y activamente intentando evitar usarlas nuevamente. Optaron por enfocarse en los aspectos escolares del personaje en vez del "drama y peso de la tragedia que lleva al origen de Spider-Man". Sintieron que eso también lo diferenciaría de los otros personajes del UCM. Daley dijo que la película era sobre Parker "encontrando su lugar" en el UCM, con el equipo guionista queriendo que se centre en él "aceptando sus nuevas habilidades sin ser aún bueno con ellas, y llevando con él algunos miedos y debilidades humanas reales", como miedo a las alturas cuando tiene que escalar el Monumento a Washington. Daley señaló, "Incluso con el contexto de esta película, no creo que sentirías ese miedo a las alturas o incluso el vértigo que siente la audiencia en esa escena si lo estableces como alguien que se balancea de los rascacielos al principio de la película." Los guionistas también querían evitar los rascacielos de Manhattan debido a la frecuencia de su uso en las otras películas, y en vez pusieron al personaje en ubicaciones como "los suburbios, un campo de golf, el ferry de Staten Island, Coney Island, e incluso Washington D.C." Una de las primeras escenas que presentaron fue "ver a Spider-Man aferrado a un avión a 10 000 pies en el aire, donde no tenía ninguna clase de red de seguridad. [...] ha estado en áreas que son familiares, ¿por qué no darle la vuelta y hacer algo diferente que la gente no ha visto antes?" Ambos coincidieron que la película tomó un enfoque más realista y "de menor escala" que películas anteriores, lo que evitó tener que explicar por qué los Vengadores no ayudaban, ya que un problema de amenaza mundial lógicamente requeriría a los "tipos grandes".
Marvel alentó a Daley y Goldstein a expresar su propio sentido del humor en el guion, diciendo Daley, "Cuando ves el mundo con con los ojos de un chico divertido y gracioso, realmente puedes adoptar esa voz, y no darle los típicos chistes que acostumbras oír de Peter Parker." Inspirados por sus experiencias trabajando en comedias situacionales, los guionistas también buscaron crear "una red de personajes fuertes" que rodeen a Parker en la película. En octubre de 2015, Watts dijo que buscaba que la película fuera una historia de iniciación para ver el crecimiento que Parker, citando a Can't Buy Me Love (1987), Say Anything... (1989) y Casi famosos (2000) como algunas de sus películas favoritas del género. Fue este aspecto de la película que en un principio interesó a Watts en dirigirla, ya que ya estaba buscando hacer una historia de iniciación cuando le escuchó que el nuevo Spider-Man sería más joven que encarnaciones anteriores. Watts volvió a leer los cómics originales de Spider-Man para prepararse para la película, y "llegué a una nueva conclusión" sobre la popularidad original del personaje, sintiendo que introdujo una nueva perspectiva a los cómics que ya había establecido "un Universo de Marvel loco y espectacular [...] para dar la perspectiva de una persona normal". Sintió que también era la responsabilidad de esta película, ya que tenía que introducir a Spider-Man al UCM ya establecido. Los cómics específicos que Watts señaló como posibles influencias fueron Ultimate Spider-Man y Spider-Man Loves Mary Jane. En diciembre, Oliver Scholl firmó para ser el diseñador de producción de la película.

### Preproducción

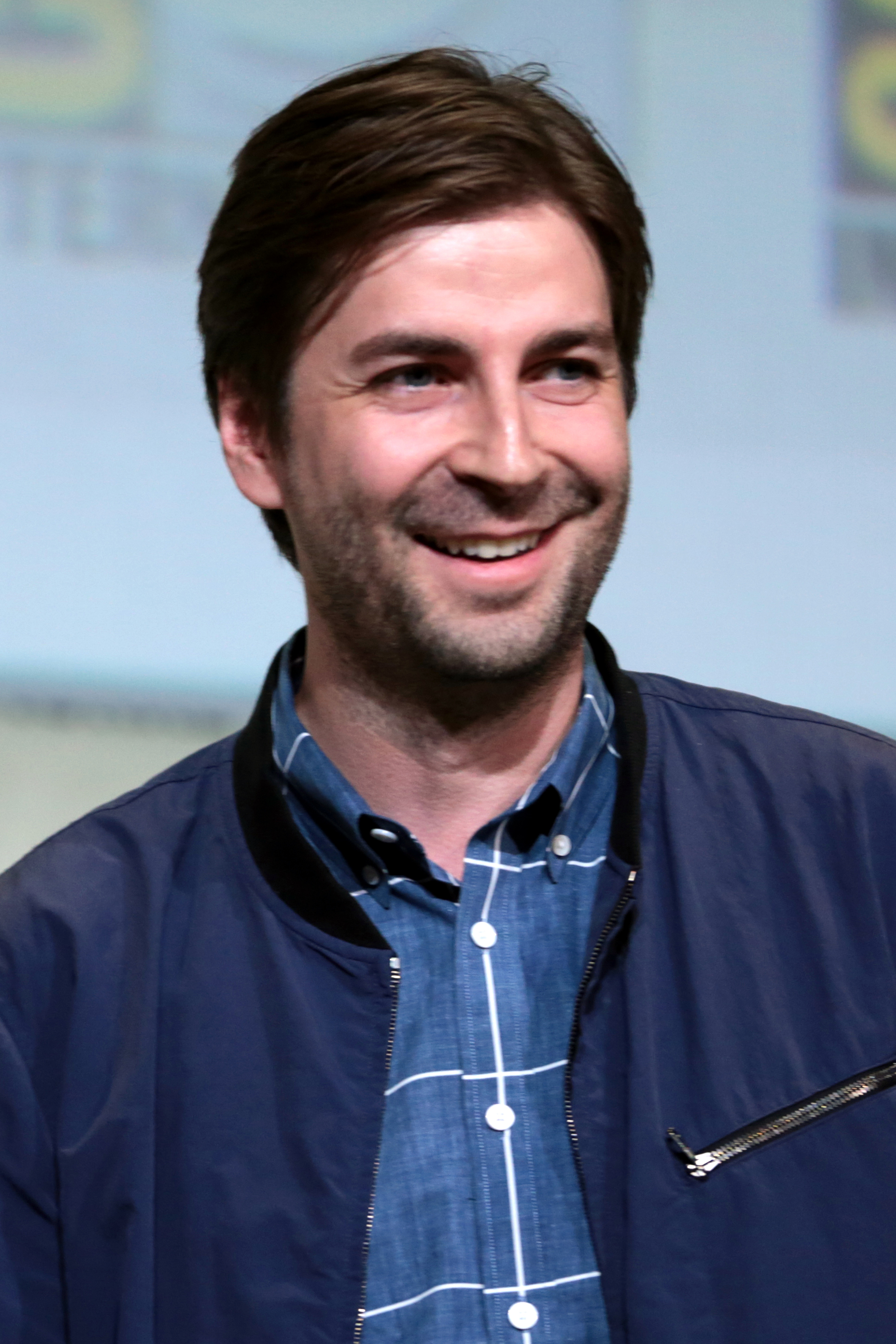
Watts promocionando Spider-Man: Homecoming en la Comic-Con Internacional de San Diego de 2016.

Watts quería previsualizar profundamente la película, en especial sus escenas de acción, como hace en todas sus películas. Para Homecoming, Watts trabajó con un equipo para "descifrar el lenguaje visual para las escenas de acción y [...] hacer pruebas antes" de que el rodaje empezara para ayudar a Watts a practicar, dada su falta de experiencia en películas a gran escala. Para las escenas de balanceo con telarañas, Watts quería evitar los grandes movimientos de cámara "curvos" que ya se habían usado y en su lugar "mantenerlo lo más realista posible. Así, sea que rodase con una cámara en dron, helicóptero o con cable, o incluso en mano, sobre un techo persiguiéndolo, quería que se sintiese como estar allí con él."
En enero de 2016, Sony cambió la fecha de estreno al 7 de julio de 2017, y dijo que la película sería remasterizada digitalmente para IMAX 3D en posproducción. J. K. Simmons expresó interés en repetir su papel como J. Jonah Jameson de las películas de Spider-Man de Sam Raimi. A principios de marzo, Zendaya fue elegida como Michelle, y Tomei fue confirmada como May Parker. El mes siguiente, Feige confirmó que aparecerían personajes de previas películas del UCM, y aclaró que el acuerdo formado con Sony no especifica qué personajes pueden o no cruzarse. Señaló que este compartir entre los estudios se hacía con "buena fe" para "tener más juguetes para jugar mientras creamos una historia", y que "el acuerdo fue que es básicamente una película de Sony Pictures [...] nosotros somos los productores creativos. Somos los que contratamos al actor, lo introdujimos en [Civil War], justo ahora trabajamos en el guion y pronto lo rodaremos." El presidente de Sony Pictures Tom Rothman añadió que Sony tiene la autoridad final de luz verde, pero diferían creativamente a Marvel. En la CinemaCon de 2016, Sony anunció que el título de la película era Spider-Man: Homecoming, una referencia a la tradición común de la secundaria, el baile de bienvenida en inglés: homecoming dance, así como el "regreso a casa" del personaje a Marvel y al UCM. Tony Revolori y Laura Harrier se unieron al elenco como compañeros de clase de Parker, y Downey Jr. reveló que estaría en la película como Stark. Watts notó que Stark "siempre fue parte de" la historia de la película debido a sus interacciones con Parker en Civil War.
También en abril, Michael Keaton entró en conversaciones para interpretar a un villano, pero abandonó las discusiones poco después debido a problemas de agenda con The Founder. Pronto reingresó en conversaciones para el papel luego de un cambio en agenda para esa película, y cerró el trato a fines de mayo. En junio, Michael Barbieri fue elegido como un amigo de Parker, Kenneth Choi fue elegido como el director de la secundaria de Parker, y Logan Marshall-Green como otro villano junto al personaje de Keaton, mientras que Donald Glover y Martin Starr se unieron al elenco en papeles desconocidos. Watts dijo que quería que el reparto reflejara a Queens como "uno de [los] lugares más diversos del mundo", con Feige agregando que "queremos que todos se reconozcan en cada porción de nuestro universo. [Con el elenco] en especial, realmente se siente como que es absolutamente lo que debe pasar y continuar." Esto también es diferente a películas anteriores, las que Feige describió como "situadas en un Queens blanco nieve". Además, Marvel tomó una decisión consciente de evitar incluir o hacer referencias a personajes que aparecieron en películas de Spider-Man anteriores, fuera de los principales como Peter y May Parker, y Flash Thompson. Esto incluía al Daily Bugle, con el coproductor Eric Hauserman Caroll diciendo, "Jugamos con ello por un tiempo, pero de nuevo, no queríamos ir por ese camino de inmediato, y si hacemos un Daily Bugle, queremos hacerlo de un modo que se siente contemporáneo." Esto también incluía al personaje Mary Jane Watson, pero la Michelle de Zendaya finalmente recibió las iniciales "MJ" como un guiño a ese personaje. Feige dijo que la razón de esto es "para divertirse con [referencias] y al mismo tiempo que sean personajes diferentes que ofrezcan una dinámica distinta".
El traje de Spider-Man en la película tiene más mejoras técnicas que trajes anteriores, incluyendo el logo en el pecho como un dron remoto, un sistema de inteligencia artificial similar a J.A.R.V.I.S. de Stark, una interfaz holográfica, un paracaídas, un dispositivo de rastreo para que Stark rastree a Parker, una estufa, un airbag, la capacidad de iluminarse, y la de aumentar la realidad con las piezas oculares. Stark también integra un protocolo "ruedas de entrenamiento", para limitar en un principio el acceso de Parker a todas sus características. Carroll señaló que Marvel hojeó los cómics y sacó "todas las cosas divertidas y absurdas que el traje hacía" para incluir en el traje de Homecoming. Los disparadores de Spider-Man tienen varios modos, primero insinuados al final de Civil War, lo que según Carroll le permitió "ajustar el rociado" a diferentes tipos como la tela giratoria, bola de tela, o tela de rebote. Él comparó esto a una cámara réflex digital.

### Rodaje
La fotografía principal comenzó el 20 de junio de 2016, en los Pinewood Atlanta Studios en el Condado de Fayette, Georgia, bajo el título de producción Summer of George. Salvatore Totino sirvió como director de fotografía. El rodaje también se realizó en Atlanta, siendo las ubicaciones la Grady High School, El centro de Atlanta, el Atlanta Marriott Marquis, el parque Piedmont, el Georgia World Congress Center, y el barrio West End. Holland dijo que construir sets de Nueva York en Atlanta fue más barato que filmar realmente en Nueva York, una ubicación fuertemente asociada al personaje, aunque la producción podría "terminar [en Nueva York] por una semana o dos". Se construyó una réplica del ferry de Staten Island en Atlanta, con la capacidad de abrirse y cerrarse a la mitad en entre 10 y 12 segundos e inundarse con 40 000 galones americanos (151 416,5 L) de agua en 8 segundos. El rodaje adicional también se llevó a cabo en dos escuelas imán en los barrios Van Nuys y Reseda en Los Ángeles.
El casting continuó luego del comienzo de la producción, con la inclusión de Isabella Amara, Jorge Lendeborg Jr., J. J. Totah, Hannibal Buress, Selenis Leyva, Abraham Attah, Michael Mando, Tyne Daly, Garcelle Beauvais, Tiffany Espensen y Angourie Rice en papeles no especificados, con Bokeem Woodbine uniéndose como un villano adicional. En la Comic-Con Internacional de San Diego de 2016, Marvel confirmó la inclusión de Keaton, Zendaya, Glover, Harrier, Revolori, Daly y Woodbine, revelando a los papeles de Zendaya, Harrier y Revolori como Michelle, Liz Allan y Flash Thompson, respectivamente. y anunciando la elección de Jacob Batalon como Ned. También se reveló que el Buitre sería el villano de la película, mientras que los equipos guionistas de Watts y Christopher Ford, y Chris McKenna y Erik Sommers, se unieron a Goldstein y Daley en la escritura del guion, a partir de la historia de estos dos últimos. Eic Pearson, miembro del programa de guionistas de Marvel Studios que había escrito los Marvel One-Shots, también tuvo una participación no acreditada en la película. Watts elogió los borradores de Goldstein y Daly como "muy divertidos y graciosos", y dijo que "establecieron los grandes rasgos de la película", con él y Ford, amigos íntimos de la infancia, reescribiendo luego el guion basado en ideas específicas que Watts tenía y cosas que quería filmar, lo que dijo fue un "pase estructural bastante sustancial, reorganizando cosas e integrándolas en el arco argumental que queríamos." McKenna y Sommers luego se unieron a la película para lidiar con cambios al guion durante el rodaje, ya que "todo es algo flexible cuando llegas al set. Haces pruebas, y simplemente necesitas que alguien escriba mientras filmas."
Harrier notó que los actores jóvenes en la película "constantemente nos referimos como The Breakfast Club". Poco después, Martha Kelly se unió al elenco en un papel no especificado. En agosto, Michael Chernus fue elegido como el Phineas Mason / Chapucero, mientras que Jona Xiao se unió también en un papel desconocido, y Buress dijo que interpretaba al profesor de gimnasia. Para septiembre de 2016, Jon Favreau repetía su papel como Happy Hogan de la serie de Iron Man, y el rodaje concluyó en Atlanta y se mudó a Nueva York. Las ubicaciones en este último área incluyeron Astoria, Queens, St. George, Staten Island, Manhattan, y la Frankin K. Lane High School en Brooklyn. Además, el luchador de UFC Tyron Woodley dijo que había sido considerado para un papel de villano en la película, pero tuvo que rechazarlo debido a un compromiso previo con Fox Sports. El rodaje finalizó el 2 de octubre de 2016, en Nueva York, con rodaje adicional llevado a cabo más tarde ese mes en Berlín, Alemania, cerca de la Puerta de Brandeburgo.

### Posproducción
En noviembre de 2016, Feige confirmó que Keaton interpretaría a Adrian Toomes / Buitre, y se reveló que Woodbine sería Herman Schultz / Shocker. En marzo de 2017, Harrier dijo que la película estaba pasando por tomas nuevas, y Evans aparecería como Steve Rogers / Capitán América en un video interactivo de aptitud física. Watts se inspiró en The President's Fitness Challenge para esto, sintiendo que el Capitán América sería obviamente la versión de ello para el UCM. Luego empezó con una lluvia de ideas para otros anuncios de servicio público (ASP) con el Capitán América, sobre "lo que sea que se te ocurra, hicimos que el pobre Capitán América lo haga". Watts dijo que varios de los demás videos de ASP aparecerían en el formato casero de la película. Watts confirmó que la compañía creada por Stark que lleva a Toomes por el mal camino en la película es Control de Daños, lo que según Watts "encajaba bien con nuestra filosofía general en el tipo de historia que queríamos contar" y creó muchas preguntas prácticas que Watts quería usar "para conducir la historia".
La película cuenta con dos escenas poscréditos. La primera le da al Buitre una oportunidad de redimirse, mostrándolo proteger a Parker de otro villano. Watts dijo que esto "fue algo muy interesante en el desarrollo de la historia. No podía nada más depender de las convenciones del villano como un asesino que mata a mucha gente. Debía ser redimible hasta cierto punto al final y cree en todo lo que dijo, en especial sobre su familia." La segunda escena poscréditos es otro ASP del Capitán América, donde habla del valor de la paciencia, una broma a costa de la audiencia, que acaban de esperar durante los créditos de la película para ver la escena. Esta fue una "adición de último momento" a la película. Watts completó su trabajo en Homecoming a principios de junio de 2017, aprobando los efectos visuales finales. Afirmó que ni Sony ni Marvel le dijeron que no podía hacer algo, diciendo, "Se asume que tendrás que pelear por cada cosita rara que quieras hacer, pero realmente nunca me tope con eso. Pude hacer básicamente todo lo que quise." Ese mes, Starr explicó que interpretaba al entrenador de decatlón académico en la secundaria de Parker, y se dijo que Marshall-Green interpretaría a otro Shocker.
En julio, Feige discutió momentos específicos en la película, entre ellos un homenaje al volumen 33 de The Amazing Spider-Man donde Parker está atrapado bajo escombros, algo que Feige "quiso ver en pantalla por mucho, mucho tiempo". Daley dijo que agregaron la escena al guion por cuánto Feige la quería, y explicó, "Tenemos a [Parker] al inicio de la escena con tanta duda e impotencia, de un modo en que realmente puedes ver al niño. Sientes por él. Está gritando ayuda, porque no cree que pueda hacerlo, y luego [...] se da cuenta de que ese ha sido el mayor problema." Feige comparó la última escena de la película, donde Parker accidentalmente le revela que es Spider-Man a su tía May, al final de Iron Man cuando Stark revela que es Iron Man al mundo, diciendo, "¿Qué significa esto para la próxima película? No lo sé, pero nos obligará a hacer algo único." Goldstein añadió que "reduce lo que suele ser lo más trivial de los mundos de superhéroes, que es enterarse de tu secreto. Le quita el énfasis a eso [y] permite que ella forme parte de lo que es su vida en verdad." Feige también habló de la revelación de la película de que el Buitre es el padre del interés amoroso de Parker, sintiendo que si no funcionaba, la película tampoco funcionaría. El equipo "trabajó hacia atrás y adelante desde ese momento [...] Debías creer que lo habíamos preparado para que lo creyeras [y] no parezca algo que sale de la nada". Watts dijo que la escena reveladora y las siguientes interacciones entre el Buitre y Parker fueron, "más que nada, [lo que] yo ansiaba, y me divertí mucho filmando eso". Goldstein dijo que la escena tras la revelación, donde el Buitre se da cuenta de que Parker es Spider-Man mientras lo lleva al baile escolar, fue el momento que más le enorgullecía de la película, y Dailey dijo que el efecto de la escena en la audiencia fue el equivalente dramático de una audiencia riéndose de un chiste que escribieron. Añadió que los guionistas estaban "mareados cuando se nos ocurrió [ese giro], porque toma la evidente tensión de conocer al padre de la chica que te gusta, y lo multiplica por mil, cuando también te das cuenta que es el tipo que has tratado de detener todo este tiempo."

#### Efectos visuales
Los efectos visuales de la película fueron completados por Sony Pictures Imageworks, Method Studios, Luma Pictures, Digital Domain, Cantina Creative, Iloura, Trixter, e Industrial Light & Magic. La productora ejecutiva Victoria Alonso al principio no quería que Imagework, que trabajó en todas las películas de Spider-Man anteriores, trabajara en Homecoming, para darle un aspecto diferente de esas películas previas. Cambió de parecer después de ver lo que llamó "fenomenal" material de prueba de la compañía.
Trixter contribuyó más de 300 tomas para la película, incluyendo la primera escena en la Grand Central Terminal, la secuencia que recuenta los eventos de Civil War de la perspectiva de Parker, la escena donde Toomes lleva a Liz y Parker al baile, la batalla en la escuela entre Parker y Schultz, y la escena alrededor y dentro del recinto de los Vengadores. También trabajaron en ambos trajes de Spider-Man y el rastreador araña. Trixter creó obreros de rescate adicionales para poblar la escena de Grand Central, cuya ropa y proporciones podían alterarse y crear variedad. Para la batalla entre Parker y Schultz, Trixter usó un Spider-Man completamente digital en su traje casero, que salió de Imageworks, con Trixter aplicándole sistemas de articulaciones, músculos y ropa "para imitar la apariencia de un traje de entrenamiento bastante holgado". También crearon los efectos de las manoplas de Schultz y tuvieron que cambiar el ambiente del set de Atlanta a Queens, usando una escuela generada por computadora y agregando 360 grados de pinturas mate para los elementos a media y larga distancia. Trixter recibió arte conceptual y geometría básica que fue usada previamente para el recinto de los Vengadores, pero terminó remodelándolo para el modo en que aparece en Homecoming. Framestore creó modelos y texturas para el traje de Vengador de Spider-Man para usar en una futura película del UCM, con Trixter creando las cámaras en la que aparece. El supervisor de efectos visuales de Trixter, Dominik Zimmerle, dijo que la idea era "tener una cámara de presentación limpia y de alta tecnología para el nuevo traje. Debería verse distintivamente originada por Stark".
Digital Domain trabajó en la batalla del ferry de Staten Island, creando las versiones generadas por computadora de Spider-Man, el traje de Buitre, Iron Man, y el dron de Spider-Man. La compañía pudo LIDAR un ferry de Staten Island real, así como la versión creada en el set, para ayudar a crear su versión digital. Lou Pecora, supervisor de efectos visuales en Digital Domain, calificó a la secuencia de "brutal" debido al "modo en que fueron filmadas, estaba iluminado para ser una cierta hora del día, y luego se decidió cambiar esa hora." Sony Pictures Imageworks creó la mayoría del tercer acto de la película, cuando Parker confronta a Toomes en el avión y la playa en su traje casero, y Toomes está en un traje de Buitre actualizado. Algunos elementos del primer traje de Buitre se compartieron con Imageworks, pero el resto lo crearon basado en una maqueta. Para la habilidad de camuflaje del avión, Imageworks se inspiró en el sistema de camuflaje de tanques real Adaptiv IR Camouflage de BAE Systems, que usa una serie de azulejos para camuflar contra infrarrojos. Para su diseño de telarañas, que se basó en el creado para las telarañas de Civil War, Digital Domain refirió al pelo de oso polar debido a su naturaleza traslúcida. Imageworks también observó las telarañas de Civil War, así como las que habían creado para películas de Spider-Man anteriores, en las que las telarañas tenían pequeñas barbas que ayudaban a aferrarse a las cosas. Para la película, ajustaron las barbas para parecerse más a los otros diseños creados para esta película.. Method Studios trabajó en la secuencia del Monumento a Washington.

## Música
Mientras promocionaba Doctor Strange a principios de noviembre de 2016, el presidente de Marvel Studios Kevin Feige reveló por accidente que Michael Giacchino, que compuso la música para esa película, también compondría la banda sonora de Homecoming. Giacchino pronto lo confirmó él mismo. La grabación del álbum comenzó el 11 de abril de 2017. La música incluye el tema de la serie animada de la década de 1960. La banda sonora fue lanzada por Sony Masterworks el 7 de julio de 2017.

## Marketing
Watts, Holland, Batalon, Harrier, Revolori y Zendaya aparecieron en la Comic-Con de San Diego de 2016 para mostrar un clip exclusivo de la película, que también tuvo en la Comic Con Experience de 2016. El primer tráiler de Homecoming debutó en Jimmy Kimmel Live! el 8 de diciembre de 2016, y fue lanzado en línea junto con una versión internacional, que según Feige era lo suficientemente diferente que "sería divertido que la gente viera ambos." Las tomas del Buitre descendiendo por el atrio de hotel y Spider-Man balanceándose con Iron-Man volando junto a él se crearon especialmente para el tráiler. Watts explicó que la toma del Buitre se creó para la Comic-Con y "nunca se pensó que estuviese en la película", pero pudo reutilizar el ángulo para la revelación de Buitre en el filme. La toma de Spider-Man y Iron Man fue creada porque el equipo de marketing quería una toma de los dos juntos, y las existentes "no se veían tan bien" en el momento. La toma del tráiler usó una placa de fondo tomada durante el rodaje en el subterráneo de Queens. Ambos tráileres tuvieron más de 266 millones de vistas globalmente en una semana.
El 28 de marzo de 2017, un segundo tráiler se estrenó después de pasarse en la CinemaCon de 2017 la noche anterior. Shawn Robbins, jefe de análisis en BoxOffice, señaló que el nuevo avance de Liga de la Justicia había recibido más menciones en Twitter en esa semana pero había "entusiasmo más claro por Spider-Man". El tráiler de Homecoming fue segunda en la semana del 20–26 de marzo en nuevas conversaciones (85 859) detrás de Liga de la Justicia (201 267), según el servicio PreAct de comScore, que es "un servicio de seguimiento que utiliza redes sociales para crear contexto del rol en constante evolución de la comunicación digital en películas". Un clip exclusivo de la película se vio durante los MTV Movie & TV Awards de 2017. El 24 de mayo, Sony y Marvel lanzaron un tercer tráiler local e internacional. Ethan Anderton de /Film disfrutó ambos avances, afirmando que Homecoming "tiene el potencial para ser la mejor película de Spider-Man hasta ahora. Tener al trepamuros como parte del Universo cinematográfico de Marvel simplemente se siente bien". Darrell Etherington de TechCrunch coincidió, diciendo, "Puedes tener opiniones sobre el traje tecnológico de Spider-Man u otros aspectos de esta interpretación del personaje, pero igualmente se perfila mejor que cualquier Spider-Man representado en el cine en la historia reciente." Ana Dumaraog de Screen Rant dijo que el segundo tráiler "posiblemente mostró demasiado de la narrativa general de la película", pero el tercero "muestra perfectamente la cantidad justa de imágenes nuevas y viejas". También apreció la atención al detalle que Watts y los guionistas tuvieron en la película, como resaltaban los tráileres. Siddhant Adlakha de Birth.Movies.Death también sintió que los avances revelaban demasiados detalles. pero en general los disfrutó, en especial el aspecto de "videoblog". Dave Trombore de Collider expresó sentimientos similares que Adlakha. Después del estreno del tráiler, comScore y su servicio PreAct señal+o que Homecoming era la película con más nuevas conversaciones en redes sociales, esa semana y la semana del 29 de mayo.
Junto al estreno de los terceros tráileres salieron pósteres con estreno local e internacional. El póster local fue criticado por su estilo de "cabezas flotantes", que ofrece "un caótico desorden de gente mirando en direcciones distintas, con poco sentido de lo que ofrecerá la película". Dan Auty de GameSpot lo llamó un "desastre con un reparto estelar", mientras que Katey Rich de Vanity Fair sintió que el póster estaba "muy atascado por los distintos hilos del universo de Marvel para resaltar cualquier cosa que haya hecho parecer a Spider-Man: Homecoming tan especial hasta ahora". Adlakha sintió que los pósteres lanzados "han estado bien hasta ahora, pero estos probablemente le digan al público general que espere una película muy cargada". Adlakha fue más positivo sobre el póster internacional, que sintió era más "de cómic" y "parece que podría ser una escena real de la película". Tanto Rich como Adlakha criticaron el hecho de que Holland, Keaton y Downey aparecieran dos veces en el póster local, tanto con como sin traje. Sony se asoció con ESPN CreativeWorks para crear anuncios televisivos de promoción cruzada para Homecoming y las Finales de la NBA de 2017, filmados por Watts. Estos se hicieron para "meter en un punto culminante del juegos solo momentos" después de que ocurriera. Las promos mostraban a Hollan, Downey Jr. y Favreau repitiendo sus papeles de la película, con cameos de Stan Lee, DJ Khaled, Tim Duncan, Magic Johnson y Cari Champion. Durante junio y julio de 2017, una cafetería inspirada en Homecoming abrió en el complejo de Roppongi Hills en Tokio, ofreciendo "comidas y bebidas con temática arácnida, incluyendo un Spider Curry, Spider Sense Latte y una dulce y refrescante bebida Strawberry Spider Squash", así como un adhesivo gratis de edición limitada con cualquier compra.
Para la semana que terminó el 11 de junio, comScore y su servicio PreAct notaron que las nuevas conversaciones de redes sociales de la película eran solo segundas a Black Panther y su nuevo tráiler; Homecoming fue entonces la primera película en las dos semanas siguientes. Ese mes, Sony lanzó una aplicación móvil que le permitía a los usuarios "acceder" al teléfono de Parker y "ver sus fotos, videos, mensajes de texto, y escuchar correos de voz de sus amigos". La aplicación también ofrecía un "explorador del traje en realidad aumentada" para saber más de la tecnología en el traje de Spider-Man, y usar filtros, GIFs y pegatinas del personaje. Sony y Dave & Buster's también anunciaron un juego de arcade basado en la película, disponible exclusivamente en locales de Dave & Buster's. Un cómic relacionado, Spider-Man: Homecoming Prelude, fue publicado el 20 de junio, coleccionando dos volúmenes de preludio. El 28 de junio, en asociación con Thinkmodo, una broma promocional fue publicada en la que Spider-Man (el acróbata Chris Silcox) se tiraba del techo en una cafetería para asustar a los clientes; el video también contaba con un cameo de Lee. Sony también se asoció con la aplicación móvil Holo para que los usuarios agregaran hologramas 3D de Spider-Man, con la voz de Holland y líneas de la película, a fotos y videos del mundo real. Antes del fin de junio, Spider-Man: Homecoming—Virtual Reality Experience fue lanzado en PlayStation VR, Oculus Rift y HTC Vive gratis, producido por Sony Pictures VR y desarrollado por CreateVR. Le permite a los usuarios experimentar cómo se siente ser Spider-Man, con la habilidad de darle a objetivos con sus disparadores de telarañas y enfrentar al Buitre. También estuvo disponible en selectos cines de Cinemark en los Estados Unidos y en la feria de CineEurope en Barcelona.
Antes del estreno de la película, por la semana que terminó el 2 de julio, la película fue la primera en nuevas conversaciones de redes sociales por tercera semana consecutiva, según comScore, que también señaló que Spider-Man: Homecoming había producido un total de 2,67 millones de conversaciones hasta la fecha. Otras promociones incluyen Audio y Dell (ambas también tuvieron emplazamiento publicitario en la película), Pizza Hut, General Mills, Synchrony Bank, Movietickets.com, Goodwill, Baskin Robbins, Dunkin' Donuts, Danone Waters, Panasonic Batteries, M&M's, Mondelez, Asus, Bimbo, Jetstar, KEF, Kellogg's, Lieferheld, PepsiCo, Plus, Roady, Snickers, Sony Mobile, Oppo, Optus y Doritos. Watts también dirigió un comercial para el marketing de Dell, que tuvo 2,8 millones de vistas en línea. En general, la campaña generó más de $140 millones en valor mediático, mayor que todas las películas de Spider-Man anteriores y el primer estreno de 2017 de Marvel Studios, Guardianes de la Galaxia vol. 2. Esto no incluye la mercadotecnia de la película, que Marvel y Disney controlan. El marketing de la película en China incluyó asociaciones con Momo, iQiyi, Tencent QQ, Baidu, Mizone, CapitaLand, Xiaomi, HTC Vive y la empresa matriz Sony. Para ayudar a apuntar al público adolescente, Holland "grabó un saludo a un examen de ingreso de secundaria" mientras el concursante de The Rap of China PG One grababa una canción.

## Estreno

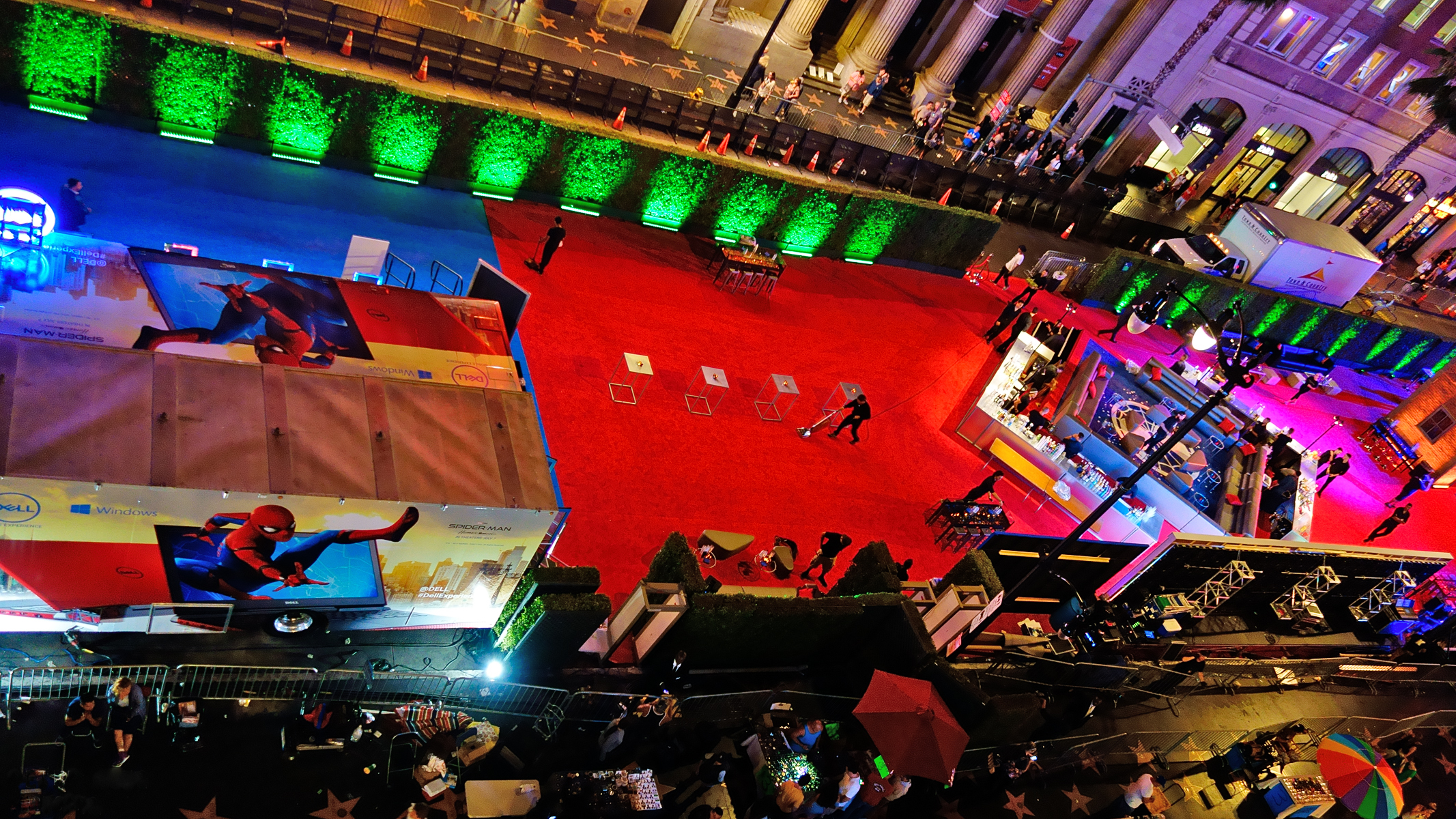
La premier mundial de Spider-Man Homecoming en el TCL Chinese Theatre.

Spider-Man: Homecoming tuvo su premier mundial en el TCL Chinese Theatre en Hollywood el 28 de junio de 2017, y se estrenó en el Reino Unido el 5 de julio. Debutó en otros mercados internacionales el 6 de julio, con 23 400 pantallas (277 de las cuales eran IMAX) en 56 mercados para su fin de semana de estreno. La película se estrenó en Estados Unidos el 7 de julio, en 4348 salas (392 eran IMAX y IMAX 3D, y 601 eran en gran formato premium), incluyendo funciones 3D. Originalmente iba a estrenarse el 28 de julio.

### Formato casero
Spider-Man: Homecoming fue lanzada en descarga digital por Sony Pictures Home Entertainment el 26 de septiembre de 2017, y en Blu-ray, Blu-ray 3D, Ultra HD Blu-ray y DVD el 17 de octubre de 2017. Los lanzamientos digital y en Blu-ray incluyen videos detrás de escenas, escenas eliminadas y bloopers.
Los estrenos físicos en su primera semana a la venta estuvieron en el primer puesto, según datos de NPD VideoScan. La versión en Blu-ray dio cuenta de un 79% de las ventas, con 13% del total saliendo de la versión Ultra HD Blu-ray.
El 8 de julio del 2022, fue lanzada en la plataforma de streaming Disney+ pero entre noviembre y diciembre del mismo año fue eliminada de la plataforma.

## Recepción

### Taquilla
Spider-Man: Homecoming recaudó más de $334,2 millones en los Estados Unidos y Canadá, y $546 millones en otros territorios, para un total mundial de $880,2 millones. La película tuvo el segundo mayor estreno mundial en IMAX para una película de Sony con $18 millones. En mayo de 2017, una encuesta de Fandango indicó que Homecoming era la segunda superproducción más anticipada detrás de Wonder Woman. Para el 24 de septiembre de 2017, la película había ganado $874,4 millones mundialmente, convirtiéndose en la película más recaudadora de 2017, y la sexta basada en un personaje de Marvel. Deadline Hollywood calculó que la ganancia neta de la película fue de $200,1 millones, contando presupuestos de producción, publicidad, participación de talento y otros costos, contra las recaudaciones de taquilla y ganancias secundarias de venta casera, colocándola séptima en su lista de "superproducciones más valiosas" de 2017.
La película ganó $50,9 millones en su día de estreno en los Estados Unidos y Canadá (incluyendo $15,4 millones de funciones de jueves por la noche), y tuvo una recaudación total de $117 millones ese fin de semana, siendo la más recaudadora en este. Fue el segundo mayor estreno tanto para una película de Spider-Man como de Sony, detrás del debut de $151,1 millones de Spider-Man 3 en 2007. BoxOffice proyectó que la película recaudaría $135 millones en su primer fin de semana. que luego ajustó a $125 millones, y Deadline Hollywood señaló las proyecciones de la industria entre $90–120 millones. En su segundo fin de semana, la película cayó al segundo puesto detrás de War for the Planet of the Apes con $45,2 millones, una caída del 61% en ganancias, similar a las que The Amazing Spider-Man 2 y Spider-Man 3 tuvieron en sus segundos fines de semana. Además, la recaudación local de Homecoming alcanzó los $208,3 millones, que superó el total local de The Amazing Spider-Man 2 ($202,9 millones). La película cayó al tercer puesto en su tercer fin de semana. Para el 26 de julio, la recaudación local de Homecoming llegó a $262,1 millones, superando el total doméstico de The Amazing Spider-Man ($262 millones), llegando a un quinto puesto en su cuarto fin de semana. El fin de semana siguiente, Homecoming quedó sexta, y terminó séptima los siguientes cinco fines de semana. Para el 3 de septiembre de 2017, la película había ganado $325,1 millones, superando el monto proyectado de $325 millones para su recaudación local total. En su decimoprimer fin de semana, Homecoming terminó novena.
Fuera de los Estados Unidos y Canadá, Spider-Man: Homecoming ganó $140,5 millones en su primer fin de semana de los 56 mercados en los que debutó, con la película siendo la número uno en 50 de ellos. Los $140,5 millones fueron el mayor estreno para una película de Spider-Man. Corea del Sur tuvo la mayor recaudación de estreno en miércoles, que contribuyó a un debut de cinco días de $25,4 millones en el país, el tercer mayor estreno para una película de Hollywood. Brasil tuvo el mayor estreno de julio de la historia, con $2 millones, llevando a un total del primer fin de semana de $8,9 millones. Los $7 millones ganados de funciones IMAX fue el mayor debut de la historia para una película de Sony internacionalmente. En su segundo fin de semana, la película debutó en Francia en el primer puesto y en el segundo en Alemania. Ganó unos $11,9 millones adicionales en Corea del Sur, llegando a un total de $42,2 millones en el país. Esto convirtió a Homecoming en la película de Spider-Man más recaudadora y la película de Hollywood más recaudadora de 2017 en el país. Brasil contribuyó otros $5,7 millones, para un total de $19,4 millones del país, también siendo la mayor recaudación de una película de Spider-Man. El tercer fin de semana del filme vio a la región de Latinoamérica establecer un récord como la película más recaudadora de Spider-Man, con un total regional de $77,4 millones. Brasil permaneció como el mercado más recaudador de la región, con $25,7 millones. En Corea del Sur, la película se convirtió en el décimo estreno internacional más recaudador de la historia. Homecoming debutó en el primer puesto en España en su cuarto fin de semana. En su sexto fin de semana, la película se estrenó en el primer lugar en Japón, con sus $770 000 de IMAX siendo el cuatro mayor fin de semana en IMAX para una película de Marvel en el país. La película debutó en el primer puesto en China el 8 de septiembre de 2017, recaudando $23 millones en su primer día, incluyendo funciones del jueves, siendo el tercer día de estreno más alto para una película del Universo cinematográfico de Marvel, detrás de Avengers: Age of Ultron y Capitán América: Civil War, y la mayor recaudación del primer día para una película de Sony en el país. Los $70,8 millones que Homecoming ganó en China en su fin de semana de estreno fue el tercero más alto detrás de Age of Ultron y Civil War, con $6 millones de IMAX, que fue el mejor fin de semana de estreno de IMAX en septiembre, y el mejor fin de semana de estreno de IMAX para una película de Sony. Hasta el 24 de septiembre de 2017, los mayores mercados de película eran China ($115,7 millones), Corea del Sur ($51,4 millones) y el Reino Unido ($34,8 millones).

### Crítica

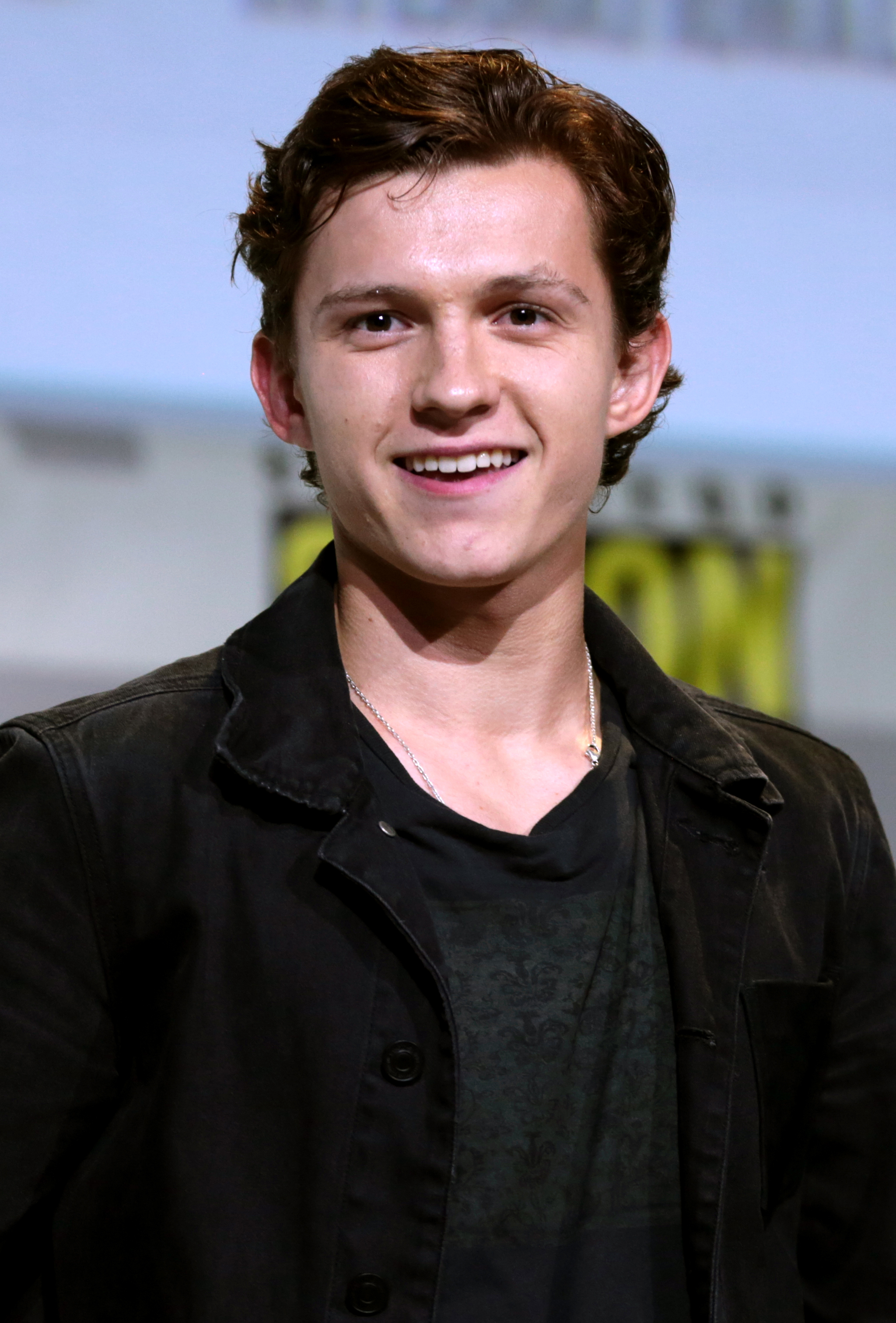
Tom Holland obtuvo gran reconocimiento por su interpretación como Spider-Man.

El recopilador de críticas Rotten Tomatoes informó un porcentaje de aprobación del 92% basado en 354 reseñas, con un puntaje promedio de 7,6/10. El consenso crítico del sitio dice, "Spider-Man: Homecoming hace todo lo que un segundo reinicio puede hacer, ofreciendo una aventura colorida y divertida que encaja cómodamente en el expansivo MCU sin quedar atascada en construir la franquicia." Metacritic, que usa una media ponderada, le asignó una puntuación de 73 de 100 basada en 51 críticos, indicando "reseñas generalmente favorables". Las audiencias encuestadas por CinemaScore le dieron a la película una nota promedio de "A" en una escala entre A+ y F, mientras que PostTrak informó que los espectadores le dieron un puntaje positivo de 89% y una "recomendación definitiva" de 74%.
Sara Stewart del New York Post elogió a la película como "un entrañable y torpe hermano menor de la glamurosa Wonder Woman", atribuyéndole la mayoría del "trabajo pesado" a la actuación de Holland y el "perfectamente elegido" Keaton. También notó el foco de Watts en el lado humano de Parker. Mike Ryan de Uproxx sintió que Homecoming era la mejor película de Spider-Man hasta el momento, elogiando en especial el tono ligero, la versión más joven y optimista de Parker, y la actuación de Keaton. Ryan nombró al giro de la revelación del Buitre una de sus escenas favoritas del UCM. Dijo que Homecoming es "la clase de película que termina y te pone del mejor humor; y aún perdura días después." Richard Roeper del Chicago Sun-Times calificó a la película de única y refrescante, elogiando su escala menor y foco en la vida escolar del personaje. Reconoció a Holland como "excelente y bien elegido", así como a los otros miembros del elenco; Roeper opinó que la actuación de Keaton es más interesante que el personaje en otro caso. Owen Gleiberman de Variety sintió que la película era "lo suficientemente distinta" de las películas de Spider-Man anteriores para convertirse en un "éxito considerable", y destacó su foco en que Peter Parker sea un personaje juvenil y realista. Encontró a Holland agradable en el papel, y pensó que el giro del Buitre fue una dirección positiva para el personaje. Sin embargo, criticó la ambigüedad del origen y poderes de Spider-Man, pero "la acción de vuelo tiene una flotabilidad casual, y la película te hace alentar por Peter." En IndieWire, David Ehrlich criticó los clichés del género de superhéroes presentes y los personajes femeninos poco desarrollados, pero elogió los elementos de la película que ladeaban a la vida escolar de Parker y la humanidad del Buitre.
Kenneth Turan de Los Angeles Times le dio una reseña mixta a la película, criticando la versión "infantil" de Parker y la "orquestación desigual" en la dirección de Watts, pero sintiendo que la película "encuentra su lugar y ritmo al final" y elogiando la actuación de Keaton. John DeFore de The Hollywood Reporter encontró a la película "ocasionalmente emocionante pero a menudo frustrante", y sugirió que hubiera funcionado mejor si se hubieran enfocado menos en integrar la película al UCM. Sin embargo, DeFore elogió la actuación de Holland como "encantadora" a pesar del guion, y dijo que Zendaya se robó las escenas. Mick LaSalle, escribiendo para San Francisco Chronicle, dijo que la película era una "película de Spider-Man bastante buena" que "no innova para nada", no explorando el lado humano del personaje lo suficiente y centrándose en vez en la acción poco emocionante. En The Telegraph, Robbie Collin argumentó que "un poco del nuevo Spider-Man fue muy estimulante en Capitán América: Civil War el año pasado. Pero la mayoría de él no va a casi ningún lado en esta aventura en solitario floja y sin espíritu." Collin criticó la dirección de Watts, pero fue positivo sobre el elenco, entre ellos Holland, Keaton, Tomei y Zendaya.

### Premios y nominaciones
| Año  | Premio                                                      | Categoría                                                       | Receptor(es)           | Resultado | Ref(s)          |
| ---- | ----------------------------------------------------------- | --------------------------------------------------------------- | ---------------------- | --------- | --------------- |
| 2017 | Teen Choice Awards                                          | Mejor estrella revelación                                       | Tom Holland            | Nominado  | [ 255 ]         |
| 2017 | Teen Choice Awards                                          | Mejor estrella revelación                                       | Zendaya                | Nominada  | [ 255 ]         |
| 2017 | Teen Choice Awards                                          | Mejor película del verano                                       | Spider-Man: Homecoming | Ganadora  | [ 255 ]         |
| 2017 | Teen Choice Awards                                          | Mejor actor del verano                                          | Tom Holland            | Ganador   | [ 255 ]         |
| 2017 | Teen Choice Awards                                          | Mejor actriz del verano                                         | Zendaya                | Ganadora  | [ 255 ]         |
| 2017 | Asociación de Críticos de Cine del Área de Washington D. C. | Premio Joe Barber a la mejor representación de Washington D. C. | Spider-Man: Homecoming | Nominada  | [ 256 ]         |
| 2018 | Kids' Choice Awards                                         | Película favorita                                               | Spider-Man: Homecoming | Nominada  | [ 257 ]         |
| 2018 | Kids' Choice Awards                                         | Actriz favorita                                                 | Zendaya                | Ganadora  | [ 257 ]         |
| 2018 | Saturn Awards                                               | Mejor película basada en un cómic                               | Spider-Man: Homecoming | Nominada  | [ 258 ] [ 259 ] |
| 2018 | Saturn Awards                                               | Mejor actor de reparto                                          | Michael Keaton         | Nominado  | [ 258 ] [ 259 ] |
| 2018 | Saturn Awards                                               | Mejor interpretación de un actor/actriz joven                   | Tom Holland            | Ganador   | [ 258 ] [ 259 ] |
| 2018 | Saturn Awards                                               | Mejor interpretación de un actor/actriz joven                   | Zendaya                | Nominada  | [ 258 ] [ 259 ] |

1. ↑  También por su actuación en El gran showman.

## Secuela
Spider-Man: Lejos de casa fue estrenada el 2 de julio de 2019. Watts regresa como director, con un guion de McKenna y Sommers. Holland, Keaton, Zendaya, Tomei y Batalon repetirán sus papeles, con Jake Gyllenhaal uniéndose como Mysterio. Samuel L. Jackson y Cobie Smulders repiten sus papeles de Nick Fury y Maria Hill de películas del UCM anteriores, respectivamente.